# Gamla Uppsala Buss

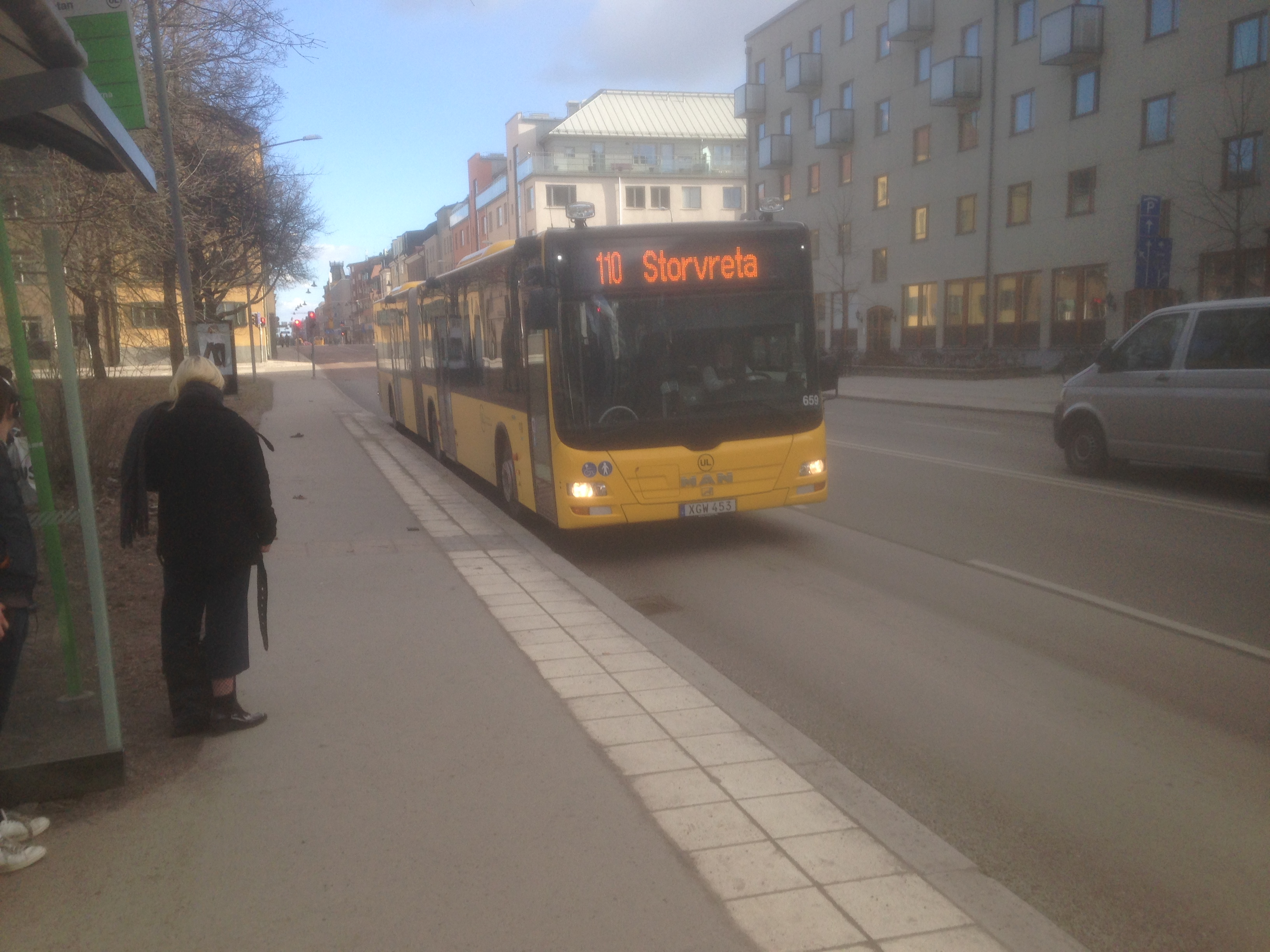
Gul regionbuss av typ MAN Lion's City A49.

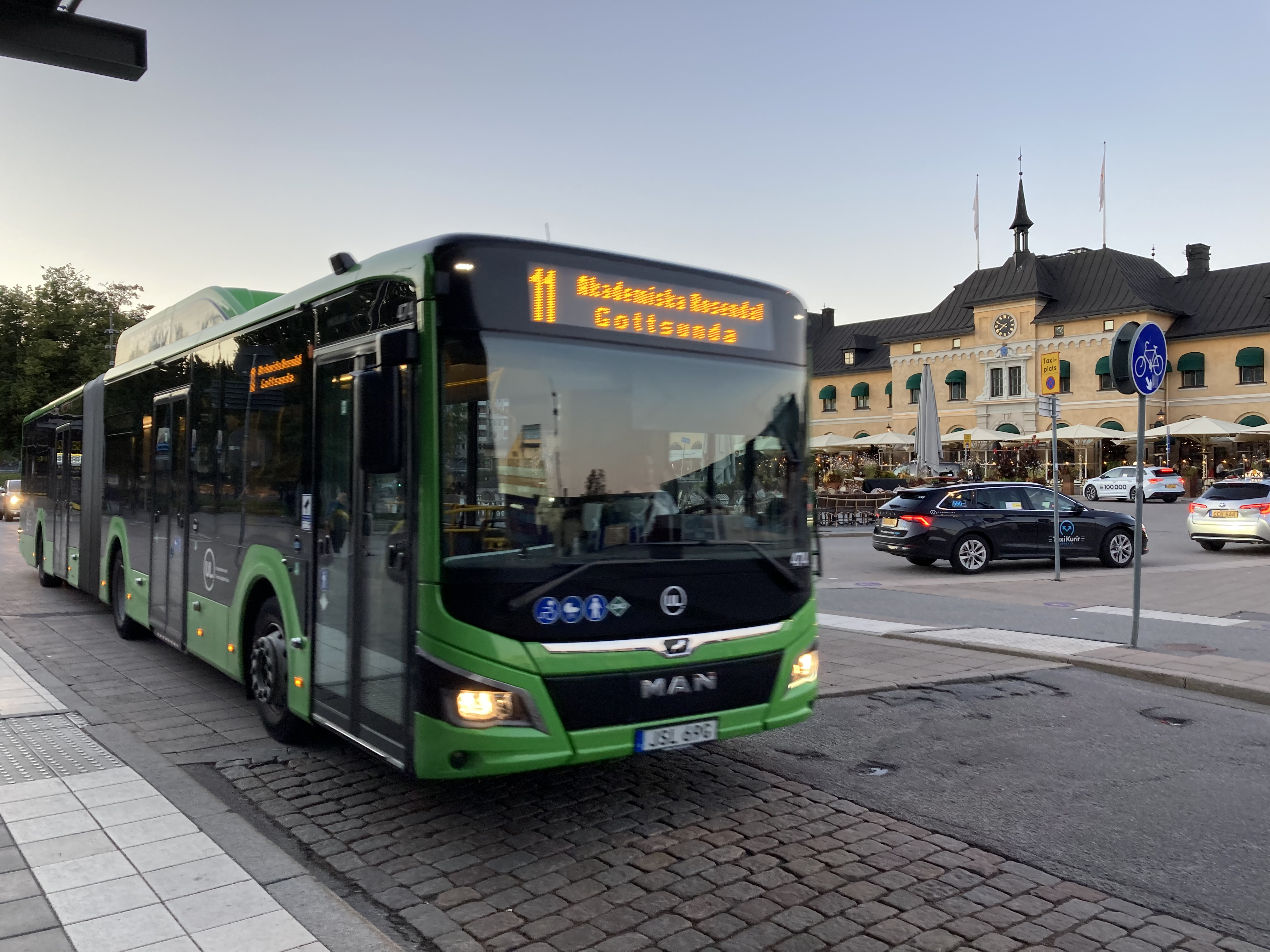
En grön stadsbuss av typ MAN Lion's City 18c CNG EfficientHybrid.

Gamla Uppsala Buss AB, GUB, ägs sedan 2012 av Region Uppsala och var innan det ett bolag inom Uppsala kommun. GUB kör stadsbussarna och viss regiontrafik i Uppsala på uppdrag av regionförvaltningen Trafik och samhälle som är regional kollektivtrafikmyndighet med varumärket UL. Sedan mitten av 1990-talet är bolaget skilt från den tidigare beställaren AB Uppsalabuss.
Idag omfattar GUB:s trafikverksamhet stadsbusstrafik och viss regiontrafik, sjukresor, bokbussar och viss beställningstrafik. GUB hyr även ut förskolebussar till Uppsala kommuns mobila förskoleverksamhet samt bedriver sedan 2008 bussförarutbildning i egen regi. Till verksamheten hör även en teknisk avdelning som i verkstäder och servicehall hanterar allt underhåll och reparationsarbete för fordonen samt i samverkan med Trafik och Samhälle sköter hållplatsservice för regionens samtliga hållplatser.
I koncernen Gamla Uppsala Buss ingår, förutom moderbolaget, dotterbolagen AB Prebus och Uppsala Läns Trafik (ULT). Prebus bedriver beställningscentral för sjukresor och arbetar dessutom med utveckling och drift av datastöd främst inom kollektivtrafikens användningsområde. ULT är vilande och har för närvarande ingen verksamhet.

## Historia
Namnet Gamla Uppsala Bussbolag härrör från 1923, då Sven O. Gustafsson (1899–1964) startade busstrafik mellan Gamla Uppsala och Uppsala centrum. År 1938 ägde Gustafsson tre bussar, hade två anställda samt var styrelseledamot och kassör i Uppsala läns omnibusägareförening.